# Стивенс, Рошель
Рошель Стивенс (англ. Rochelle Stevens; род. 8 сентября 1966, Мемфис, Теннесси) — американская легкоатлетка, которая специализируется в спринте, олимпийская чемпионка 1996 года, серебряный призёр Олимпийских игр 1992 года в Барселоне, чемпионка мира.

## Биография
В колледже была чемпионкой I Дивизиона NCAA 400 м и одиннадцать раз выигрывала всеамериканские награды NCAA. Она четыре раза побеждала на открытом чемпионате США по лёгкой атлетике и была чемпионкой в беге на 400 метров на американских олимпийских испытаниях.
Рошель Стивенс стала призёром в эстафете 4 по 400 метров на Олимпийских играх 1992 года в Барселоне и чемпионом в эстафете на Олимпийских играх 1996 года в Атланте. За свою карьеру она шесть раз входила в десятку лучших бегунов сезона на 400 метров.
С 1999 года Стивенс помогла тысячам клиентов похудеть и стать здоровыми с помощью своего DVD-диска по снижению веса и кардиотренировке в оздоровительном спа-центре Rochelle. Городской совет Мемфиса переименовал улицу перед зданием средней школы Стивенса альма-матер Мелроуз (Мемфис, штат Теннесси) в Олимпийскую Рошель Стивенс-авеню.